# 반달연골

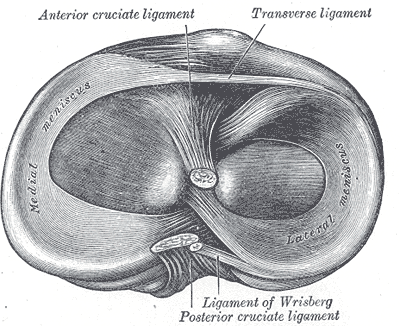

반달연골(Meniscus)은 사람의 무릎 관절 사이에 있는 연골 조직이다. 무릎의 원활한 움직임을 돕는 쿠션 역할을 한다.

## 개요
반달연골은 무릎 관절의 중간에 위치한 반달모양의 물렁뼈를 말한다. 연골판은 관절사이에서 완충 작용을 한다. 서있거나 걷거나 달릴 때 체중이 위에서 아래로 전달되는데, 이 때 관절 연골이 손상되지 않도록 충격을 흡수하는 역할을 한다. 좌우 무릎 관절에 초승달 모양의 연골 2개가 각각 한쌍을 이루고 있다. 이를 각각 '외측 반달연골', '내측 반달연골'이라고 부른다. 그 사이를 '전방 십자인대'와 '후방 십자인대'가 가로지르며, 위쪽의 넙다리뼈와 아래쪽의 정강뼈를 연결한다. 반달연골은 운동선수가 다치는 경우가 많다. 이를 '반달연골 파열'이라고 부른다. 반달연골 파열은 일반적으로 운동 중 발생하는 경우가 많다.  하지만 50대 후반에서 60대 중반의 중년층에서는 퇴행성관절염이 어느정도 진행돼 있는 경우, 갑작스럽게 반달연골판 뒤쪽이 끊어지면서 파열이 많이 발생한다. 중년 여성들은 쪼그려 앉거나 무릎을 많이 구부리는 가사 일을 오랜기간 지속해오면서 내측 반달연골판 뒤쪽이 파열되는 경우도 있다.